# Fredrik Löfgren (robotutvecklare)
För andra betydelser, se Fredrik Löfgren.
Frans Axel Fredrik Löfgren, född 20 juni 1992 i Sifferbo, Gagnefs kommun, Dalarnas län, död 20 augusti 2024 i Stockholm, var en svensk AI-expert, robotutvecklare, entreprenör, företagsledare, föreläsare och TV-personlighet.

## Biografi
Löfgren arbetade som robotutvecklare i flera egna bolag och var även drivande i att bygga upp Linköpings universitets verksamhet med humanoida robotar.
Han var även engagerad i kurser och kolloverksamhet för särbegåvade barn, vilket bland annat SVT uppmärksammade 2024. Han var även lagkapten för svenska landslaget i robotfotboll 2015–2017.
Löfgren medverkade i flera TV-program, bland annat vann han Genikampen 2014 och medverkade i Sommarlov 2024.
Han omkom 2024 i en bussolycka vid Brommaplan i Stockholm.

## Priser och utmärkelser
- 2016 – Årets student vid Linköpings universitet[12]
- 2017 – Anders Walls stipendium för naturvetenskaplig forskning[13]
- 2018 – Sven Lyra-priset i Linköping
- 2023 – Mensapriset från Mensa Sverige för sitt arbete med artificiell och mänsklig intelligens[14][15]
- 2024 - Skolsamverkanspriset (postumt) [16]

## Bolags- och föreningsengagemang
- Makerspace Makers Link Linköping, Ordförande[17]

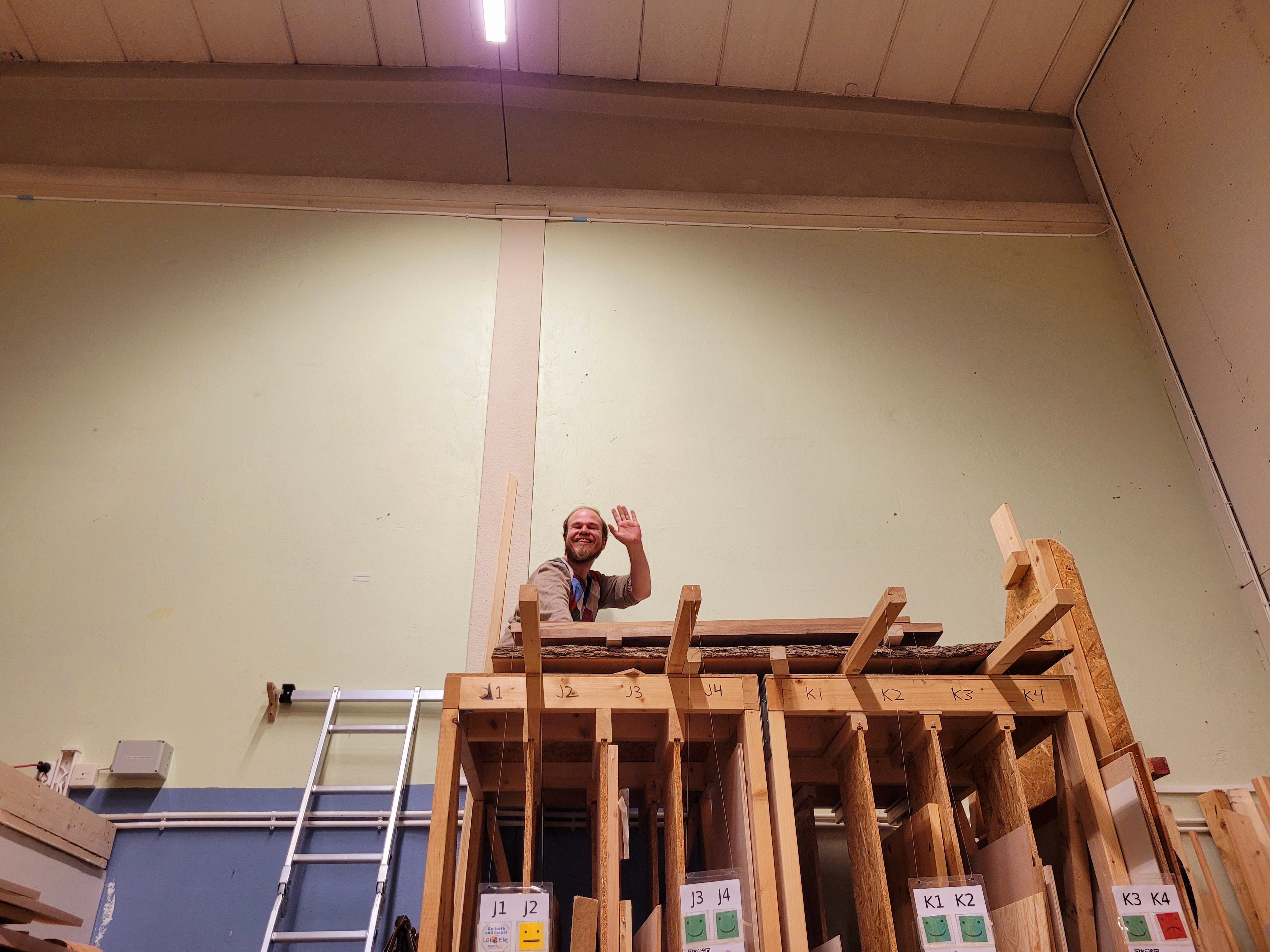
Fredrik Löfgren på Makerspace i Linköping, 2023

- Dyno Robotics AB, grundare och verkställande direktör 2019-2024[18]
- Around the Corner AB, grundare och CTO[19] (Vilket han sedan sålde Invajo AB i maj 2024)
- Safe Reaction AB, grundare[20]
- Evertalk AB, grundare och teknikansvarig[21]
- Fredrik Löfgren Finurlig AB, grundare[22]
- Matte- och programmeringskollo, Organisatör[23]
- Fork Academy, grundare[24]